# کورتیس وای‌پی-۲۰
کورتیس وای‌پی-۲۰ (به انگلیسی: Curtiss_YP-20) یک هواگرد ملخ‌پیشین تک‌موتوره از نوع جنگنده دوباله ساخت شرکت Curtiss Aeroplane and Motor Company است. در مجموع، تعداد ۱ فروند از این هواگرد ساخته شده‌است.